# Сернурский район

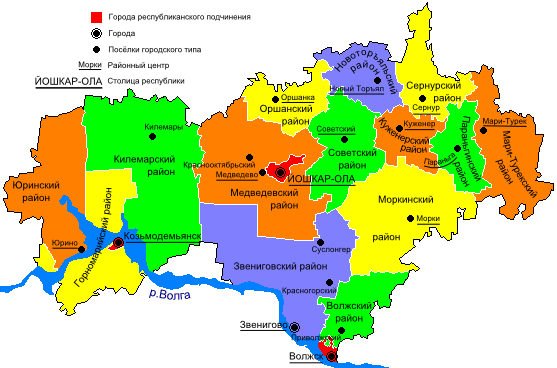
Республика Марий Эл

Се́рнурский райо́н (мар. Шернур кундем) — административно-территориальная единица в составе Республики Марий Эл Российской Федерации. В рамках организации местного самоуправления ему соответствует Се́рнурский муниципа́льный о́круг (до 2025 г. — муниципальный район).
Административный центр — посёлок городского типа Сернур.

## География
Район расположен на северо-востоке республики и граничит: на западе — с Новоторъяльским, на юго-западе — с Куженерским, на юго-востоке — с Параньгинским, на востоке — с Мари-Турекским районами Марий Эл и на севере — с Кировской областью.
Площадь района 1032,08 км² (или 103 208 га).

## История
Датой образования района считается 15 января 1921 года, когда был образован Сернурский кантон, куда вошли часть волостей Уржумского и Яранского уездов Вятской губернии — современные северо-восточные районы Республики Марий Эл. 6 декабря 1943 года 10 сельсоветов Сернурского района были переданы в новый Казанский район.11 марта 1959 года к Сернурскому району была присоединена часть территории упразднённого Косолаповского района.
25 апреля 2025 года был опубликован закон, по которому муниципальные образования Сернурского района были объединены в Сернурский муниципальный округ. Закон вступил в силу 5 мая с переходным периодом до 31 декабря 2025 года.

## Население
| 2002    | 2009    | 2010    | 2011    | 2012    | 2013    | 2014    | 2015    | 2016    |
| ------- | ------- | ------- | ------- | ------- | ------- | ------- | ------- | ------- |
| 25 280  | ↘24 831 | ↗25 672 | ↘25 605 | ↘25 097 | ↘24 637 | ↘24 243 | ↘24 031 | ↘23 985 |
| 2017    | 2018    | 2019    | 2020    | 2021    | 2023    |         |         |         |
| ↘23 953 | ↘23 711 | ↘23 459 | ↘23 069 | ↘22 052 | ↘21 572 |         |         |         |

### Урбанизация
В городских условиях (пгт Сернур) проживают 37,36 % населения района.

### Национальный состав
Национальный состав населения Сернурского района согласно Всероссийской переписи населения 2010 года. По данным переписи в районе встречаются представители 22 национальностей.
| № |                           | Численность населения, чел. (2010) | % от всего | % от указав- ших нацио- наль- ность |
| - | ------------------------- | ---------------------------------- | ---------- | ----------------------------------- |
|   | всего                     | 25 672                             | 100,00 %   |                                     |
| 1 | Марийцы                   | 19 671                             | 76,62 %    | 77,07 %                             |
| 2 | Русские                   | 5498                               | 21,42 %    | 21,54 %                             |
| 3 | Татары                    | 207                                | 0,81 %     | 0,81 %                              |
| 4 | Чуваши                    | 34                                 | 0,13 %     | 0,13 %                              |
| 5 | Украинцы                  | 28                                 | 0,11 %     | 0,11 %                              |
| 6 | Белорусы                  | 16                                 | 0,06 %     | 0,06 %                              |
| 7 | Азербайджанцы             | 14                                 | 0,05 %     | 0,05 %                              |
| 8 | Армяне                    | 12                                 | 0,05 %     | 0,05 %                              |
| 9 | Удмурты                   | 11                                 | 0,04 %     | 0,04 %                              |
|   | другие                    | 34                                 | 0,13 %     | 0,13 %                              |
|   | указали национальность    | 25 525                             | 99,43 %    | 100,00 %                            |
|   | не указали национальность | 147                                | 0,57 %     |                                     |

По итогам переписи населения 2020 года проживали следующие национальности (национальности менее 0,1 % и другое см. в сноске к строке «Другие»):
| Национальность | Численность, чел. | Доля     |
| -------------- | ----------------- | -------- |
| Марийцы        | 16 764            | 76,02 %  |
| Русские        | 4622              | 20,96 %  |
| Татары         | 113               | 0,51 %   |
| Другие         | 553               | 2,51 %   |
| Итого          | 22 052            | 100,00 % |

## Административное деление
В Сернурский район как административно-территориальную единицу входят 1 посёлок городского типа (пгт) и 8 сельских округов. Сельские округа одноимённы образованным в их границах сельским поселениям, а пгт — городскому поселению.
До 2025 года в Сернурский муниципальный район входило 9 муниципальных образований, в том числе 1 городское поселение и 8 сельских поселений.
| №        | Муниципальное образование | Административный центр  | Количество населённых пунктов | Население (чел.) | Площадь (км²) |
| -------- | ------------------------- | ----------------------- | ----------------------------- | ---------------- | ------------- |
| 1e-06    | Городское поселение:      |                         |                               |                  |               |
| 1        | Сернур                    | пгт Сернур              | 4                             | ↘8366            | 11,87         |
| 1.000002 | Сельские поселения:       |                         |                               |                  |               |
| 2        | Верхнекугенерское         | деревня Верхний Кугенер | 16                            | ↘1892            | 77,86         |
| 3        | Дубниковское              | деревня Дубники         | 12                            | ↘880             | 87,67         |
| 4        | Зашижемское               | село Зашижемье          | 11                            | ↘1071            | 150,35        |
| 5        | Казанское                 | село Казанское          | 10                            | ↘1260            | 115,92        |
| 6        | Кукнурское                | село Кукнур             | 27                            | ↘2172            | 169,23        |
| 7        | Марисолинское             | село Марисола           | 19                            | ↘2078            | 166,05        |
| 8        | Сердежское                | деревня Большой Сердеж  | 20                            | ↘1588            | 133,51        |
| 9        | Чендемеровское            | деревня Чендемерово     | 27                            | ↘2265            | 119,62        |

### Населённые пункты
В Сернурском районе 143 населённых пунктов.
| №   | Населённый пункт     | Тип     | Население | Муниципальное образование            |
| --- | -------------------- | ------- | --------- | ------------------------------------ |
| 1   | Абленки              | деревня | ↘49       | Чендемеровское сельское поселение    |
| 2   | Алдиярово            | деревня | ↘33       | Чендемеровское сельское поселение    |
| 3   | Алмаматово           | деревня | ↘14       | Кукнурское сельское поселение        |
| 4   | Ананур               | деревня | ↗407      | Кукнурское сельское поселение        |
| 5   | Андрюшенки           | деревня | →13       | Дубниковское сельское поселение      |
| 6   | Антоново             | деревня | ↗58       | Чендемеровское сельское поселение    |
| 7   | Ахматенер            | деревня | ↗175      | Сердежское сельское поселение        |
| 8   | Березники            | деревня | ↗65       | Кукнурское сельское поселение        |
| 9   | Большая Гора         | деревня | ↗71       | Кукнурское сельское поселение        |
| 10  | Большая Коклала      | деревня | ↗196      | Чендемеровское сельское поселение    |
| 11  | Большая Кульша       | деревня | ↘6        | Кукнурское сельское поселение        |
| 12  | Большая Мушка        | деревня | ↗290      | Верхнекугенерское сельское поселение |
| 13  | Большие Ключи        | деревня | ↘245      | Марисолинское сельское поселение     |
| 14  | Большое Онучино      | деревня | ↘83       | Зашижемское сельское поселение       |
| 15  | Большой Ключ         | деревня | →37       | Чендемеровское сельское поселение    |
| 16  | Большой Сердеж       | деревня | ↗214      | Сердежское сельское поселение        |
| 17  | Большой Торешкюбар   | деревня | ↗230      | Верхнекугенерское сельское поселение |
| 18  | Большой Шокшем       | деревня | ↗126      | Чендемеровское сельское поселение    |
| 19  | Василенки            | деревня | ↘49       | Казанское сельское поселение         |
| 20  | Ведоснур             | деревня | ↗3        | Сердежское сельское поселение        |
| 21  | Верхний Кугенер      | деревня | ↗376      | Верхнекугенерское сельское поселение |
| 22  | Верхний Малый Сернур | деревня | ↘17       | Сердежское сельское поселение        |
| 23  | Веткино              | деревня | ↘32       | Верхнекугенерское сельское поселение |
| 24  | Глазырино            | деревня | ↗103      | Сердежское сельское поселение        |
| 25  | Горняк               | посёлок | ↗315      | Чендемеровское сельское поселение    |
| 26  | Губино               | деревня | ↘3        | Кукнурское сельское поселение        |
| 27  | Дубники              | деревня | ↗170      | Дубниковское сельское поселение      |
| 28  | Дурмагашево          | деревня | ↘1        | Кукнурское сельское поселение        |
| 29  | Ерши                 | деревня | →61       | Марисолинское сельское поселение     |
| 30  | Заречка-Она          | деревня | ↘79       | Марисолинское сельское поселение     |
| 31  | Захарово             | деревня | ↘43       | Чендемеровское сельское поселение    |
| 32  | Зашижемье            | село    | ↗467      | Зашижемское сельское поселение       |
| 33  | Изи Памаш            | деревня | ↗138      | Марисолинское сельское поселение     |
| 34  | Исаенки              | деревня | ↘21       | городское поселение Сернур           |
| 35  | Йошкар Памаш         | деревня | ↗197      | Марисолинское сельское поселение     |
| 36  | Йошкар Ушем          | деревня | ↗21       | Верхнекугенерское сельское поселение |
| 37  | Казаково             | деревня | ↘23       | Казанское сельское поселение         |
| 38  | Казанское            | село    | ↗1240     | Казанское сельское поселение         |
| 39  | Калеево              | деревня | ↘588      | Зашижемское сельское поселение       |
| 40  | Клубеничное Поле     | деревня | ↘42       | Казанское сельское поселение         |
| 41  | Кожласола            | деревня | ↗122      | Марисолинское сельское поселение     |
| 42  | Козлоял              | деревня | ↘1        | Зашижемское сельское поселение       |
| 43  | Кондрачи             | деревня | ↘72       | Кукнурское сельское поселение        |
| 44  | Кочанур              | деревня | ↗288      | Сердежское сельское поселение        |
| 45  | Красная Горка        | деревня | ↘51       | Дубниковское сельское поселение      |
| 46  | Красная Горка        | деревня | ↘8        | Кукнурское сельское поселение        |
| 47  | Красный Ключ         | деревня | ↘40       | Сердежское сельское поселение        |
| 48  | Кугушень             | село    | ↗186      | Зашижемское сельское поселение       |
| 49  | Кужнурово            | деревня | ↗120      | Чендемеровское сельское поселение    |
| 50  | Кукнур               | село    | ↗795      | Кукнурское сельское поселение        |
| 51  | Куприяново           | деревня | ↗305      | Чендемеровское сельское поселение    |
| 52  | Купсола              | деревня | ↘191      | Кукнурское сельское поселение        |
| 53  | Купсола              | деревня | ↗170      | Марисолинское сельское поселение     |
| 54  | Куракино             | деревня | ↘71       | Кукнурское сельское поселение        |
| 55  | Куськино             | деревня | ↘80       | Кукнурское сельское поселение        |
| 56  | Кучукенер            | деревня | ↗70       | Верхнекугенерское сельское поселение |
| 57  | Лавраенер            | деревня | ↗179      | Марисолинское сельское поселение     |
| 58  | Лажъял               | деревня | ↗388      | Верхнекугенерское сельское поселение |
| 59  | Лапка Памаш          | деревня | ↗65       | Марисолинское сельское поселение     |
| 60  | Лапка Памаш          | деревня | ↗3        | Чендемеровское сельское поселение    |
| 61  | Левый Малый Сернур   | деревня | →24       | Сердежское сельское поселение        |
| 62  | Лепешкино            | деревня | →48       | Дубниковское сельское поселение      |
| 63  | Летник               | деревня | ↗218      | Сердежское сельское поселение        |
| 64  | Лоскутово            | деревня | ↗366      | Дубниковское сельское поселение      |
| 65  | Лужала               | деревня | ↘102      | Чендемеровское сельское поселение    |
| 66  | Малая Гора           | деревня | ↗46       | Кукнурское сельское поселение        |
| 67  | Малая Кульша         | деревня | ↘31       | Кукнурское сельское поселение        |
| 68  | Малая Мушка          | деревня | ↗46       | Чендемеровское сельское поселение    |
| 69  | Малое Онучино        | деревня | ↘11       | Зашижемское сельское поселение       |
| 70  | Малый Пижай          | деревня | ↘28       | Сердежское сельское поселение        |
| 71  | Малый Шокшем         | деревня | ↘62       | Чендемеровское сельское поселение    |
| 72  | Мари-Кугунур         | деревня | ↗190      | Марисолинское сельское поселение     |
| 73  | Мари-Купта           | деревня | ↘5        | Верхнекугенерское сельское поселение |
| 74  | Марисола             | село    | ↗750      | Марисолинское сельское поселение     |
| 75  | Мари-Шолнер          | деревня | ↘167      | Дубниковское сельское поселение      |
| 76  | Митринер             | деревня | ↗6        | Казанское сельское поселение         |
| 77  | Михеенки             | деревня | ↗43       | Кукнурское сельское поселение        |
| 78  | Моркинер             | деревня | ↘28       | Зашижемское сельское поселение       |
| 79  | Мустаево             | деревня | ↗350      | Чендемеровское сельское поселение    |
| 80  | Нижний Кугенер       | деревня | ↗190      | Верхнекугенерское сельское поселение |
| 81  | Нижний Малый Сернур  | деревня | ↗70       | Сердежское сельское поселение        |
| 82  | Нижний Писинер       | деревня | ↘8        | Марисолинское сельское поселение     |
| 83  | Нижний Рушенер       | деревня | ↘317      | Кукнурское сельское поселение        |
| 84  | Нижняя Мушка         | деревня | ↘59       | Сердежское сельское поселение        |
| 85  | Нурсола              | деревня | ↗78       | Чендемеровское сельское поселение    |
| 86  | Обдасола             | деревня | ↘39       | Марисолинское сельское поселение     |
| 87  | Обронино             | деревня | ↗4        | Дубниковское сельское поселение      |
| 88  | Окулово              | деревня | ↘0        | Кукнурское сельское поселение        |
| 89  | Онодур               | деревня | ↘10       | Марисолинское сельское поселение     |
| 90  | Ономучаш             | деревня | →45       | Чендемеровское сельское поселение    |
| 91  | Орехово              | деревня | ↗92       | Чендемеровское сельское поселение    |
| 92  | Осиновый Ключ        | деревня | ↗18       | Казанское сельское поселение         |
| 93  | Ошеть                | деревня | ↗8        | Зашижемское сельское поселение       |
| 94  | Пактаево             | деревня | ↗50       | Чендемеровское сельское поселение    |
| 95  | Палашнур             | деревня | ↗45       | Чендемеровское сельское поселение    |
| 96  | Пекпулатово          | деревня | ↗28       | Верхнекугенерское сельское поселение |
| 97  | Петрово              | деревня | ↘40       | Марисолинское сельское поселение     |
| 98  | Пикурка              | деревня | ↗24       | Верхнекугенерское сельское поселение |
| 99  | Пикша                | деревня | ↗2        | Кукнурское сельское поселение        |
| 100 | Пирогово             | деревня | ↘97       | Сердежское сельское поселение        |
| 101 | Поланур              | деревня | ↗117      | городское поселение Сернур           |
| 102 | Полдыран             | деревня | ↗140      | Верхнекугенерское сельское поселение |
| 103 | Поташкино            | деревня | ↗84       | Кукнурское сельское поселение        |
| 104 | Правый Малый Сернур  | деревня | ↘16       | Сердежское сельское поселение        |
| 105 | Приустье Мушки       | деревня | ↗124      | Сердежское сельское поселение        |
| 106 | Пунчерюмал           | деревня | ↗62       | Чендемеровское сельское поселение    |
| 107 | Пучиглазово          | деревня | ↘20       | Кукнурское сельское поселение        |
| 108 | Русский Ахматенер    | деревня | ↗1        | Кукнурское сельское поселение        |
| 109 | Салтак               | деревня | ↗1        | Марисолинское сельское поселение     |
| 110 | Семенсола            | деревня | ↗56       | Казанское сельское поселение         |
| 111 | Сернур               | пгт     | ↘8060     | городское поселение Сернур           |
| 112 | Скулкино             | деревня | ↗39       | Дубниковское сельское поселение      |
| 113 | Соловьёво            | деревня | ↘12       | Зашижемское сельское поселение       |
| 114 | Средний Торешкюбар   | деревня | ↗182      | Верхнекугенерское сельское поселение |
| 115 | Тамшинер             | деревня | ↗327      | Верхнекугенерское сельское поселение |
| 116 | Тараканово           | деревня | ↗107      | Зашижемское сельское поселение       |
| 117 | Тимино               | деревня | ↗131      | Дубниковское сельское поселение      |
| 118 | Товарнур             | деревня | →38       | Чендемеровское сельское поселение    |
| 119 | Токтамыж             | деревня | ↗98       | Сердежское сельское поселение        |
| 120 | Токтарово            | деревня | ↗93       | Дубниковское сельское поселение      |
| 121 | Трубицино            | деревня | ↗1        | Казанское сельское поселение         |
| 122 | Тулбень              | деревня | ↘36       | Марисолинское сельское поселение     |
| 123 | Тумерсола            | деревня | ↗95       | Чендемеровское сельское поселение    |
| 124 | Удельный Пижай       | деревня | ↘85       | Сердежское сельское поселение        |
| 125 | Урмыж                | деревня | ↘32       | Дубниковское сельское поселение      |
| 126 | Устиненки            | деревня | ↘4        | Кукнурское сельское поселение        |
| 127 | Феклисята            | деревня | ↘59       | Кукнурское сельское поселение        |
| 128 | Часовня              | деревня | ↘14       | Зашижемское сельское поселение       |
| 129 | Чашкаял              | деревня | ↗287      | Сердежское сельское поселение        |
| 130 | Чендемерово          | деревня | ↗343      | Чендемеровское сельское поселение    |
| 131 | Чибыж                | деревня | ↗3        | Сердежское сельское поселение        |
| 132 | Читово               | деревня | ↗382      | Кукнурское сельское поселение        |
| 133 | Шаба                 | деревня | →10       | Марисолинское сельское поселение     |
| 134 | Шабыково             | деревня | ↗70       | Казанское сельское поселение         |
| 135 | Шамисола             | деревня | ↘3        | Казанское сельское поселение         |
| 136 | Шокшемсола           | деревня | ↘7        | Чендемеровское сельское поселение    |
| 137 | Шукшиер              | деревня | →78       | Дубниковское сельское поселение      |
| 138 | Шунсола              | деревня | ↗125      | Верхнекугенерское сельское поселение |
| 139 | Шурашенер            | деревня | ↘54       | Чендемеровское сельское поселение    |
| 140 | Шургуял              | деревня | →12       | Чендемеровское сельское поселение    |
| 141 | Энермучаш            | деревня | ↗113      | Верхнекугенерское сельское поселение |
| 142 | Эшполдино            | деревня | ↘84       | Кукнурское сельское поселение        |
| 143 | Юшто Памаш           | деревня | ↘105      | городское поселение Сернур           |

Упразднённые населённые пункты:
- 1999 год — деревни Климино, Нурмучаш и Черный Ключ[28]
- В 2023 году деревня Ахматенер (Кукнурское сельское поселение) включена в состав деревни Нижний Рушенер; деревня Лаптево включена в состав деревни Токтамыж.
- В 2024 году деревня Верхний Писинер включена в состав деревни Большие Ключи.

## Здравоохранение
Здравоохранение в районе представлено Государственным бюджетным учреждением Республики Марий Эл «Сернурская центральная районная больница» — (ГБУ РМЭ «Сернурская ЦРБ»).

## Известные жители и уроженцы
- Артищева Роза Вениаминовна (род. 1934) — музыковед, член Союза композиторов СССР, заслуженный работник культуры Республики Марий Эл.
- Васин Ким Кириллович (1924—1995) — марийский писатель, переводчик, педагог.
- Власов Борис Васильевич (1932—1993) — советский и российский строитель, заслуженный строитель РСФСР.
- Дим. Орай (1901—1950) — писатель, журналист, классик марийской художественной литературы.
- Йыван Кырла (1909—1943) — киноактёр, поэт.
- Шабдар Осып (1898—1937) — поэт, драматург, педагог и литературовед.
- Чемоданов Степан Иванович (1909—1996) — советский военачальник, генерал-майор авиации.
- Чемышев Андрей Валерьевич (род. 1970) — марийский лингвист, языковой активист.